# هانس روزنتال
هانس روزنتال (بالألمانية: Hans Rosenthal)‏ هو مقدم برامج إذاعية ومقدم تلفزيوني ألماني، ولد في 2 أبريل 1925 في برلين في ألمانيا، وتوفي بنفس المكان في 10 فبراير 1987 بسبب سرطان المعدة.

## وصلات خارجية
- هانس روزنتال على موقع IMDb (الإنجليزية)
- هانس روزنتال على موقع مونزينجر (الألمانية)
- هانس روزنتال على موقع ميوزك برينز (الإنجليزية)
- هانس روزنتال على موقع ديسكوغز (الإنجليزية)
- هانس روزنتال على موقع كينوبويسك (الروسية)